# سام نوجوما
صموئيل دانيال شافييشونا نوجوما (بالإنجليزية: Samuel Daniel Shafiishuna Nujoma)‏ هو سياسي ناميبي سابق شغل منصب أول رئيس لناميبيا منذ الاستقلال عام 1990 حتى عام 2005. خلفه في المنصب هيفيكيبنيي بوهامبا.

## روابط خارجية
- سام نوجوما على موقع IMDb (الإنجليزية)
- سام نوجوما على موقع الموسوعة البريطانية (الإنجليزية)
- سام نوجوما على موقع مونزينجر (الألمانية)